# Lotus 30

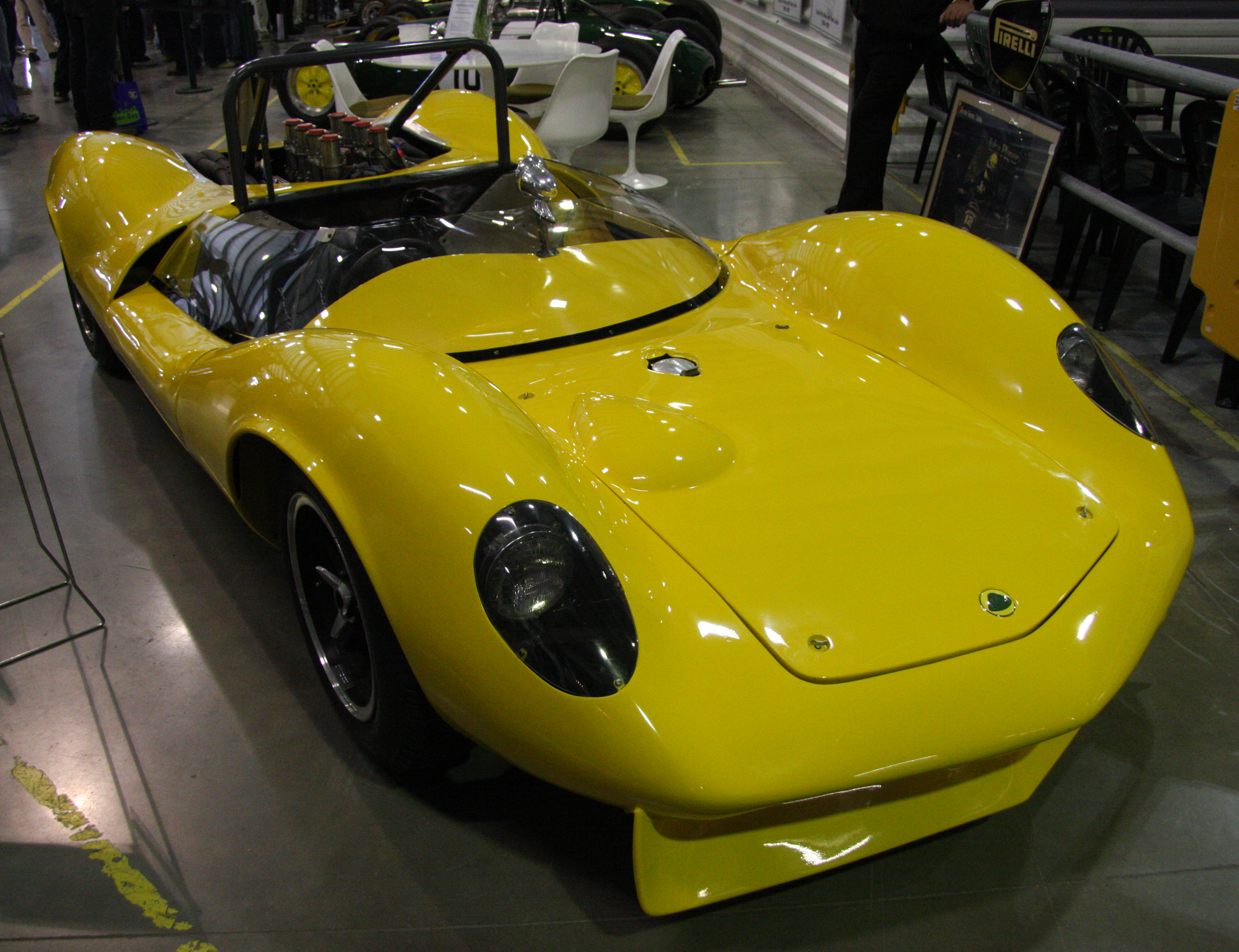
Lotus 30.

La Lotus 30 est une voiture de course de Groupe 7 du constructeur britannique Lotus construite en 1964 par Colin Chapman et Martin Wade. 
Elle est équipée d'un moteur V8 Ford de grosse cylindrée ; 4 727 cm3 de 350 ch, du même type que celui de la Ford GT40. 
Considérée par les pilotes comme dangereuse, avec de nombreux défaut de conception, elle souffre notamment de nombreuses casses au niveau du châssis ou des suspensions. Elle sera remplacée par la Lotus 40, tout aussi mauvaise, le pilote américain Richie Ginther déclarant à son sujet qu'elle était « comme la 30, mais avec dix défauts de plus ».[réf. souhaitée]